# Höghäll
Höghäll är Ölands högsta punkt på 55 meter över havet i Högsrums socken i Borgholms kommun. Punkten ligger cirka 500 m norr om Högsrums kyrka på en åker intill Höghälls gård.
I vissa källor anges Rösslösa galgbacke i Mörbylånga kommun som den högsta punkten på 57,4 m ö.h. Den är dock inte naturlig utan utgör toppen på ett gravröse.